# Уичи
Уичи, уенхайек, матако са наименования на индиански народ, населяващ областта Гран Чако в Аржентина и Боливия.

Говорят на езика уичи. Общата численост на този народ днес е около 43.000 души, от които 40.000 души в Аржентина (по данни от 2005 г.) и около 2.500 души в Боливия (по данни от 1996 г.).